# Historia de Villacarrillo
El primer nombre de Villacarrillo fue aldea de Mingo Priego. El actual lo debe al religioso Alfonso Carrillo de Acuña (Cuenca, 1410-1482), que fue nombrado arzobispo de Toledo en 1445 y le otorgó categoría de villa en una cédula fundacional fechada el 1 de septiembre de 1449, confirmada posteriormente por el rey Juan II de Castilla el 1 de enero del siguiente año 1450 y por los Reyes Católicos el 25 de enero de 1499, separando así de la antigua villa de Iznatoraf, entonces cabeza jurisdiccional de la comarca, la aldea de Mingo Priego, nombre del primigenio Villacarrillo.

## La aldea
En el siglo X se alzaba, en lo que hoy es la torre de Vandelvira, una imponente fortaleza. El walí y alcaide de Iznatorafe guardaba desde tal atalaya el valle del Alto Guadalquivir.
En 1235, Fernando III el Santo, rey de Castilla, con la ayuda del arzobispo de Toledo Rodrigo Ximénez de Rada, conquistó la plaza fuerte de Iznatoraf, hasta entonces en poder musulmán, y sus tres fortalezas de avanzadilla, las actuales poblaciones de Villacarrillo, Villanueva del Arzobispo y Sorihuela del Guadalimar. La villa de Iznatoraf era considerada prácticamente inexpugnable; más aún al contar con dos fortalezas a la falda del monte para otear peligros que pudieran llegar tanto del Norte como del Sur. En dirección Norte, la atalaya daría origen a la aldea de La Moraleja, actual Villanueva del Arzobispo, celosa vigilante de la amplia faja de terreno que va desde el pie del cerro hasta la loma de Chiclana. Al Sur del alto cerro, se asentaba otra fortaleza, la actual Villacarrillo que, por su privilegiada equidistancia entre dos ríos, dominaba por levante y por poniente las cuencas del Guadalquivir y del Guadalimar.
Junto con los términos de Cazorla, Quesada, La Iruela..., se organizó con la denominación de Adelantamiento de Cazorla, dependiente del Arzobispado de Toledo. Los arzobispos de Toledo fueron los señores de esta comarca, por delegación del rey de Castilla. Les correspondía la facultad de dictar normas, cobrar tributos y administrar justicia. Entre los vasallos y el arzobispo, se encontraba el Adelantado, nombrado por éste como representante de su autoridad, con residencia en Cazorla, capital del Adelantamiento.
El gobierno de la torre o fortaleza se encomendó al caballero conquense don Mingo de Priego, su primer alcaide, que le dio su nombre, siendo conocida como Chozas de Mingo Priego, Aldea de Mingo Pliego, Muño Pliego, Torre de Mingo Priego, etc. En torno ha dicha fortaleza fueron poco a poco levantándose las edificaciones de un nuevo poblado, anejo de Iznatoraf.
El territorio reconquistado se pobló con castellanos, leoneses, navarros y vascos, cuyos linajes perduraron al amparo de numerosas vinculaciones y mayorazgos de hidalguía.
Con la integración de Iznatoraf en el señorío jiennense de los arzobispos de Toledo, concluye el periodo de conquista y formación del Adelantamiento de Cazorla, empezando a partir de estos momentos la activa participación de las villas del Adelantamiento en la frontera con el reino de Granada.
Villacarrillo desde su origen perteneció en lo administrativo, que no en lo eclesiástico, al señorío de la mitra toledana sobre el llamado Adelantamiento de Cazorla.
Sobre la cautividad de la actual Villacarrillo (en el momento dependía todavía de Iznatoraf) en el reino moro de Granada en 1452, existe una prueba que da el espaldarazo definitivo a la autenticidad de tal hecho, según consta en el Archivo Histórico Nacional, Sección Universidades Legajo 720 (serie general). Se trata de una copia facsímil de las inscripciones correspondientes a los cautivos que sobrevivieron hasta 1499. Los que en la cautividad fueron Helél, Alazaraque, Mançor, Moeliz, Bexiz, Alia, Omarfata, Hyrbil, Nexma, (con estos nombres figuran en las nóminas) habrían fallecido durante los cuarenta y siete años transcurridos. Fueron testigos directos de la toma de Villacarrillo por los musulmanes y la cautividad de la población

## La villa
El rey Fernando III hizo donación al arzobispo toledano D. Rodrigo Jiménez de Rada en 1246, la villa de Iznatoraf, en premio de los “lazeríos (trabajos y fatigas) et por las misiones que fizo et face en aquellos lugares”, donación confirmada en 1.252, “con todas sus aldeas y términos, poblados y por poblar...” cuando era arzobispo de Toledo D. Sancho, hijo del Rey San Fernando. El territorio reconquistado se pobló con castellanos, leoneses, navarros y vascos, cuyos linajes perduraron al amparo de numerosas vinculaciones y mayorazgos de hidalguía, definitivamente asentados en esta faja territorial de La Loma.
Con este ambiente bélico entre los propios bandos cristianos, las razzias moras se recrudecieron, y en el otoño de 1.452 se produce la incursión del rey moro Muhammand IX el Zurdo, reduciendo a cautividad a la mayoría de los vecinos de la Torre de Mingo priego.
El asalto y quema de la Torre de Mingo Priego en el verano de 1477 por los bandos de ABÜ-L-HASAN-ALÏ, EMIR DE GRANADA. El objetivo era siempre, el botín, hacer cautivos y asolar..., y me representé sus campos en llamas, cosechas perdidas, las moradas saqueadas, y esas hileras de casas, que bajaban desde el Cerro del Águila, igualmente incendiadas, y aquí y allá otras luminarias.
El crecimiento e importancia de la población fueron aumentando, hasta que el arzobispo Carrillo se decidió a hacerla villa independiente en 1449, dándole su nombre y escudo: “un castillo dorado en campo colorado con puertas y ventanas azules, según que el dicho arzobispo las tenía en sus armas”.
Al quedar sometida Granada, desapareció la frontera y disminuyó la importancia del Adelantamiento. Otras costumbres y un nuevo estilo de vida hicieron nace un nuevo carácter y disposición en sus habitantes...
Al final de la Edad Media, estabilizada la marca fronteriza con el Reino de Granada en la sierra de Mágina, llega para la comarca jiennense de Las Cuatro Villas un periodo de tranquilidad que permite su desarrollo económico y social a lo largo del siglo XV, continua imparable en el siglo XVI y alcanza su cenit cuando, a partir de las roturaciones de dehesas y baldíos, su riqueza, cereal y olivar, obtienen un formidable desarrollo, al mismo tiempo que conservan su riqueza ganadera, especialmente ovina.
A ello también coopera su especial emplazamiento geográfico: es la tierra de paso hacia el Levante español desde las ricas comarcas de la Loma y el Condado, y a la vez desde las serranías de Segura y de la Grana, de Génave y Siles y Orcera hacia Andalucía. Todas estas circunstancias convierten a la comarcas de las Cuatro Villas en un centro comercial de muy especial desarrollo. Sus ferias y mercados tienen un área de influencia sobre la zona que ocupan, atrayendo a ellas mercaderes y trajinantes de los más diversos lugares y mercaderías, bien para venderlas o comprar las que aquí se producían. (Aceite, lanas, miel, etc.).
A mediados del siglo XVII (1631-1653) se está viviendo, en lo administrativo y político, la última etapa del Adelantamiento de Cazorla; se revitalizan las cofradías, en especial la del Santo Cristo de la Vera-Cruz y las del Santísimo Sacramento; se organiza el Archivo parroquial, según la disposición del Sínodo de Moscoso y Sandoval; se acrecentaron las fundaciones de capellanías y otras obras pías; la recaudación de fondos para las obras del nuevo Santuario del Cristo de la Vera Cruz experimentó notable aumento; se restauró la iglesia conventual de Santa Isabel de los Ángeles de religiosas clarisas.
Otras de las mercedes que los villacarrillenses deben al cardenal Moscoso, en 1645, fue la reconstrucción del templo conventual de Santa Isabel de los Ángeles. Nos dice Ximena Jurado: «Mandó a expensas suyas y con sus acémilas, construir la Iglesia de Santa Isabel de los Ángeles, por hallarse la capilla que tenía en mal estado y amenazado de ruina. Además de dotar de huerto para dicha comunidad (religiosas franciscas de Santa Clara) que amplió y ultimó. Puesto su escudo de armas en la portada de la iglesia, lo ordenó quitar, poniendo en su lugar la Cruz, que debía presidir encima de la clave».
En 1676 se produce la traída de campanas, dotando la esbelta torre de Vandelvira con un campanario de sonido excepcional, en cuyo fundido -según tradición pulular- se incluyen muchas piezas de plata donadas por los villacarrillenses. 
En 1752 se constituye la Comisión Local para las operaciones de establecimiento de la Única Contribución que en la villa se constituyó a fin de cumplimentar el llamado Catastro del marqués de la Ensenada.
Este catastro, fuente inagotable de datos para el estudio del siglo XVIII, fue mandado realizar por don Zenón de Somodevilla, después marqués de la Ensenada. Riojano y de modesta familia de hidalgo, tenía a su cargo el despacho de Guerra, Indias y Hacienda. El catastro de Ensenada contabiliza para Villacarrillo una población de 821 vecinos, distribuidos en 651 casas.
El 16 de febrero de 1892 se constituyó en los Valles de Villacarrillo, según expresión masónica, el Triángulo Fuente del Progreso, bajo los auspicios de la Logia Regeneradora de Beas de Segura, constituida en la Federación del Gran Oriente Español.
El convento del Santo Cristo quedó casi derruido en 1812 y reparado en 1815, fue derribado pocos años después, como consecuencia de la exclaustración liberal.
A principios del s. XIX estuvo Villacarrillo ocupado militarmente por las tropas napoleónicas. La ocupación duró dos años y medio: desde enero de 1810 hasta septiembre de 1812. El 24 de octubre de 1810 fue abatido aquí el brigadier don Antonio Osorio Calvache, esforzado militar español que mandaba las guerrillas de patriotas que operaban por esta parte, a las órdenes del general Blake.
La urbanización y empedrado de nuestras calles se llevó a cabo en 1.844-45. Tenía entonces la villa, según Madoz, 4.500 habitantes, 828 casas de tres pisos, 20 calles, una plaza y cuatro plazuelas. Desde 1.876 ostenta el título de Ciudad, por merced de don Alfonso XII.
Años de 1835 a 1837. Leyes desamortizadoras. Demolición del Santuario y traslado de la Sagrada Imagen a la Parroquia.

## La ciudad
Fue Alfonso XII quien otorgó el título de ciudad a la por aquel entonces villa de Villacarrillo “...en consideración a la importancia que por el aumento de su población ha logrado alcanzar...” (Gaceta de Madrid. 12 de mayo de 1877); el 8 de mayo de 1877, D. Francisco Romero Robledo, a la sazón Ministro de la Gobernación, firma el Real Decreto por el que se concede a Villacarrillo el título de Ciudad, Real Decreto ratificado por Alfonso XII y publicado en la Gaceta de Madrid de 12 de mayo de 1877.
La población villacarrillense ascendía en 1.877 a 8.699 personas, de las que 4.426 eran varones y 4.279 mujeres. En los últimos años se había producido un aumento demográfico considerable. No obstante, seguía manteniéndose el mismo mal endémico: una población extremadamente rural y un alto grado de analfabetismo. De esas 8.696 personas, 7.028 no sabían leer ni escribir.
La desamortización de Mendizabal supone para esta comunidad (clarisas del convento de Santa Isabel de los Ángeles) el fin de una época de esplendor religioso. Igual suerte corrió el Hospital de San Lorenzo servido por monjas dominicas. Dos instituciones separadas iban a entrar en una etapa de decadencia. El destino las uniría más tarde.
Las respuestas del colectivo villacarrillense ante el francés invasor fue contundente. No hay pozo alguno de la población, relatan los más viejos del lugar, cuyas aguas no hablen correctamente la lengua de Molière al estar en permanente contacto con los gabachos que en ellas reposan su osadía invasora. Parece ser que en tan macabro como patriótico menester, se distinguieron dos populares figuras varón y hembra, quienes, ungidos por la exaltación de la libertad, dejaron a la posteridad ejemplo de bravura e indómito espíritu: Pulido y Leonor Jerónima. Desde los refugios naturales de la bella e histórica sierra, en intermitente oleada de celo patriótico, llegaba hasta los franceses acantonados en la villa la partida guerrillera comandada por los Uribe, dos hermanos hijosdalgos villacarrillenses y miembros de una de las más ilustres familias de la población.
Antes de dictar la Exclaustración general, se aprobó el Decreto de 19 de febrero de 1836 que es el más trascendental del siglo XIX; la Desamortización
El artículo 10, de la Ley de 29 de julio, dice que para que un convento permaneciese abierto, había de tener al menos doce religiosas profesas. Esta disposición no se cumple en Villacarrillo, en el convento de Santa Isabel de los Ángeles, de las Orden de las Dominicas, y que aún permanece abierto. Tenía en julio de 1839 nueve religiosas. Asimismo el convento de Franciscanos de la Orden de Descalzos de San Pedro de Alcántara, fue suprimido y demolido en el año 1835.